# فريدريك نورينا
فريدريك جان إليس نورينا (من مواليد 29 نوفمبر 1973) هو حارس مرمى فنلندي محترف سابق في هوكي الجليد. لعب 100 مباراة في دوري الهوكي الوطني مع فريق كولومبوس بلو جاكيتس بين عامي 2006 و2008.

## دولي
- لعب لفنلندا في بطولة العالم 2002.
- لعبت لفنلندا في بطولة العالم 2005.
- لعبت gفنلندا في دورة الألعاب الأولمبية الشتوية لعام 2006 (الميدالية الفضية).
- لعب لفنلندا في بطولة العالم 2006 (الميدالية البرونزية).
- لعبت لفنلندا في بطولة العالم 2007 (الميدالية الفضية).